# Heterarmia ginfuensis
Heterarmia ginfuensis là một loài bướm đêm trong họ Geometridae.